# Viverravus
Il viverravo (gen. Viverravus) è un mammifero carnivoro estinto, appartenente ai viverravidi. Visse tra il Paleocene superiore e l'Eocene medio (circa 55 - 45 milioni di anni fa) e i suoi resti fossili sono stati ritrovati in Nordamerica e in Europa.

## Descrizione
Questo animale doveva essere vagamente simile a una piccola genetta attuale (Genetta genetta). Rispetto a generi simili ma più arcaici come Didymictis, Viverravus era dotato di denti carnassiali maggiormente differenziati dagli altri denti. Il carnassiale superiore aveva un parastilo ben sviluppato, mentre quello inferiore possedeva un talonide tagliente. Il primo molare superiore presentava un ipocono.
Il cranio, di forma allungata, era caratterizzato da una costrizione postorbitale molto accentuata. Le bolle timpaniche non erano ossificate; gli orifizi della base cranica presentavano la stessa disposizione riscontrata nei carnivori moderni, in particolare dei viverridi, e le apofisi paroccipitali erano lunghe e orizzontali.
L'omero presentava una cresta deltoide appiattita e una grande tuberosità elevata. Il femore era caratterizzato da un terzo trocantere piccolo e prominente; la troclea dell'astragalo era più o meno escavata, mentre il calcagno possedeva una faccetta articolare per il perone. Viverravus era con tutta probabilità digitigrado.

## Classificazione
Il genere Viverravus venne descritto per la prima volta nel 1872 da Othniel Charles Marsh, sulla base di resti fossili ritrovati in Wyoming.
Le prime specie descritte da Marsh sono Viverravus gracilis (la specie tipo) e V. nitidus. V. gracilis in particolare viene attribuito al periodo compreso tra 56 e 40 milioni di anni fa.

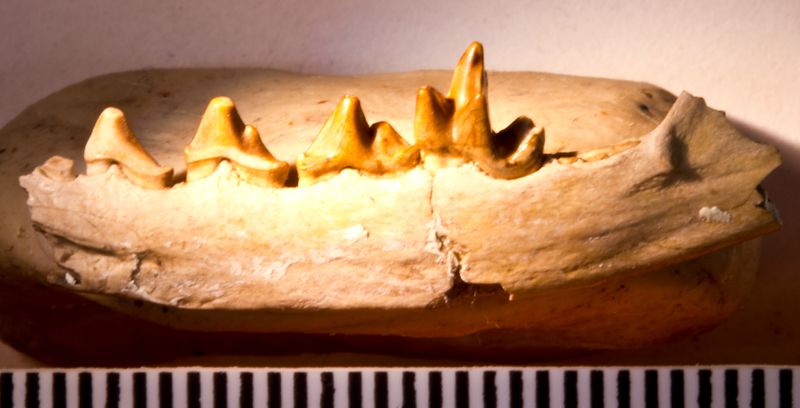
Mandibola di Viverravus lutosus

Successivamente a questo genere sono state attribuite altre specie, provenienti soprattutto da terreni del Paleocene superiore - Eocene inferiore dell'area delle Montagne Rocciose negli Stati Uniti e in Canada: V. acutus, V. laytoni, V. lutosus, V. minutus, V. politus, V. rosei, V. sicarius. Nel 2010 è stata descritta una specie, V. lawsoni, proveniente da terreni dell'Eocene inferiore di Abbey Wood nei pressi di Londra, in Inghilterra. Altri reperti, in piccolo numero, provengono da Portogallo, Francia, Cina e Mongolia.
Viverravus è il genere eponimo dei viverravidi, un gruppo di mammiferi carnivori molto arcaici, le cui parentele sono state di volta in volta avvicinate ai feliformi o ai caniformi. Attualmente si preferisce classificare i viverravidi come un gruppo di mammiferi carnivori ancor più ancestrale rispetto alla dicotomia tra i due grandi gruppi, e forse affini ai miacidi.

## Paleoecologia
La ricostruzione del comportamento di Viverravus è complessa per l'insufficienza di fossili abbastanza completi (si sono trovati prevalentemente crani o parti di cranio). In base ai terreni da cui provengono tali reperti, si ritiene in genere che vivesse prevalentemente a terra e non sugli alberi.

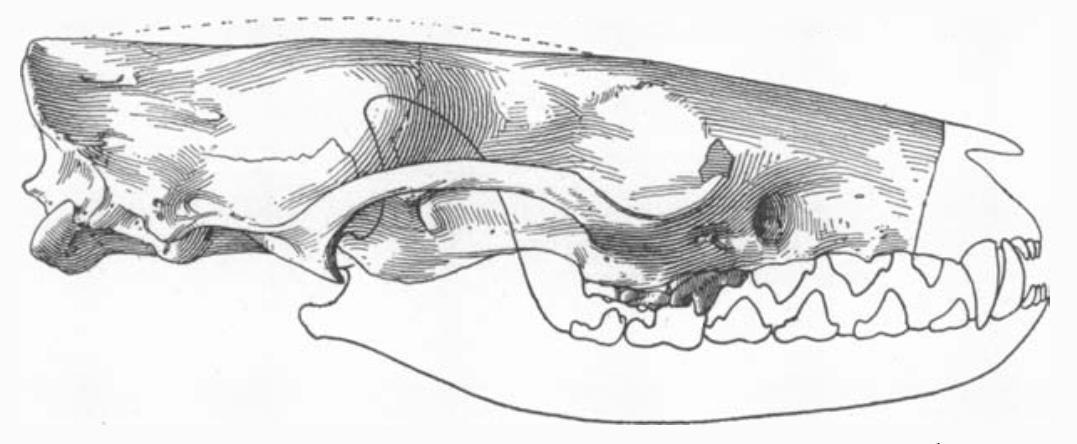
Ricostruzione del cranio di Viverravus minutus

Tuttavia, alcuni autori hanno ipotizzato che avesse un comportamento più arboricolo. Uno studio recente su uno scheletro quasi completo mostra la presenza di significativi adattamenti all'arrampicata, benché meno specializzati di quelli dei Miacidi, dando quindi sostegno a tale ipotesi almeno per la specie esaminata (V.acutus); gli autori la paragonano a Mustela frenata (una donnola americana, che si arrampica, ma insegue le prede anche a terra) e anche ai generi Martes (che comprende martore e faine) e Genetta (prevalentemente terricola, ma molto incline a risalire gli alberi per predare o per sfuggire ai predatori).